# 超現實數
在數學上，超現實數系統（英語：Surreal Numbers）是一種連續統，其中含有實數以及無窮量，即無窮大（小）量，其絕對值大（小）於任何正實數。超現實數與實數有許多共同性質，包括其全序關係「≤」以及通常的算術運算（加減乘除）；也因此，它們構成了有序域。在嚴格的集合論意義下，超現實數是可能出現的有序域中最大的；其他的有序域，如有理數域、實數域、有理函數域、列維-奇維塔域、上超實數域和超實數域等，全都是超現實數域的子域。超現實數域也包含可達到的、在集合論裡構造過的所有超限序數。

超现实数树的可视化。

超現實數是由約翰·何頓·康威所定義和構造的。這個名稱早在1974年便已由高德納在他的書《研究之美》中就被引進了。《研究之美》是一部中短篇數學小說，而值得一提的是，這種把新的數學概念在一部小說中提出來的情形是非常少有的。在這部由對話體寫成的著作裡，高德納造了「surreal number」一詞，用來指稱康威起初只叫做「number」（數）的這個新概念。康威樂於採用新的名稱，後來在他1976年的著作《論數字與博弈》（On Numbers and Games）中就描述了超現實數的概念並使用它來進行了一些博弈分析。

## 概述
康威使用递归构造了超现实数，其中每个数都是两个数集构成的序对，记为 {\displaystyle \{L|R\}}。这两个集合要求 {\displaystyle L} 里的每个元素都严格小于每个 {\displaystyle R} 里的元素。不同的序对可能表达同样的数字：{\displaystyle \{1|3\}=\left\{{\frac {3}{2}}|{\frac {5}{2}}\right\}=2}。

### 整数及二进分数
让我们先来看几个简单的例子。
{\displaystyle \{|\}=0}
{\displaystyle \{0|\}=1}
{\displaystyle \{1|\}=2}
{\displaystyle \{|0\}=-1}
{\displaystyle \{|-1\}=-2}
因此整数都是超现实数。（以上几行是定义而非等式。）
{\displaystyle \{0|1\}={\frac {1}{2}}}
{\displaystyle \left\{0|{\frac {1}{2}}\right\}={\frac {1}{4}}}
{\displaystyle \left\{{\frac {1}{2}}|1\right\}={\frac {3}{4}}}
至此我们可以通过超现实数定义二进分数（分母为2的幂次的分数）。

### 其他实数
为了定义更多的实数，我们可以将使用无限的左右集合：{\displaystyle {\frac {1}{3}}=\{0,{\frac {1}{4}},{\frac {5}{16}},\ldots |{\frac {1}{2}},{\frac {3}{8}},\ldots \}}，{\displaystyle \pi =\{3,{\frac {25}{8}},{\frac {201}{64}},\ldots |4,{\frac {7}{2}},{\frac {13}{4}},{\frac {51}{16}},\ldots \}}，事实上可以同样地使用二进制展开的方法定义出所有实数。

### 无穷数
根据归纳法，我们可以构造出 {\displaystyle \omega =\{0,1,2,3\ldots |\}}，{\displaystyle \omega -1=\{0,1,2,3\ldots |\omega \}} 等无穷大的数，{\displaystyle {\frac {1}{\omega }}=\{0|1,{\frac {1}{2}},{\frac {1}{4}},{\frac {1}{8}}\ldots \}} 等无穷小数。以上超现实数皆不属于实数。

### 更多的数
我们定义 {\displaystyle P_{0}={0}}。
若 {\displaystyle x=\{L|R\},\ L,R\subset P_{i}} 且 {\displaystyle x\not \in P_{i}}，那么 {\displaystyle x\in P_{i+1}}，这在直观上等价于“{\displaystyle x}是在第{\displaystyle i}天中出生的”。
那么我们可以观察发现：
- {\displaystyle 1,-1\in P_{1}}
- {\displaystyle 2,-2,{\frac {1}{2}},-{\frac {1}{2}}\in P_{2}}
- {\displaystyle \pi ,\omega ,{\frac {1}{3}}\in P_{\omega }}
- {\displaystyle \omega -1,\omega +1\in P_{\omega +1}}
- {\displaystyle \omega +\pi \in P_{2\omega }}，其中{\displaystyle 2\omega =\{0,1,2,\ldots ,\omega +1,\omega +2,\ldots |\}}
- {\displaystyle \forall i\in \mathbb {Ord} :i\in P_{i}}

我们将超现实数集合称作 {\displaystyle \mathbb {No} }。

## 序关系
给定  {\displaystyle x=\{X_{L}|X_{R}\},\ y=\{Y_{L}|Y_{R}\}}，我们（递归地）定义  {\displaystyle x\leq y} 当且仅当以下两命题同时成立：
- 没有一个 {\displaystyle x_{L}\in X_{L}} 符合 {\displaystyle y\leq x_{L}}，
- 没有一个 {\displaystyle y_{R}\in Y_{R}} 符合 {\displaystyle y_{R}\leq x}。

那么可以自然地定义 {\displaystyle x<y,x>y,x=y,x\geq y}。可以证明，这样的二元关系是一个全序关系。
我们分别将 {\displaystyle x<0,x>0,x\leq 0,x\geq 0} 称为 {\displaystyle x} 负、 {\displaystyle x} 正、 {\displaystyle x} 非正、 {\displaystyle x} 非负。
我们定义 {\displaystyle x\|y} 表示 {\displaystyle x\leq y} 与 {\displaystyle y\leq x} 同时不成立。事实上这样的二元关系在超现实数中不可能存在，但是这个关系会在之后的博弈章节出现。

## 运算

### 加法
我们定义超现实数之间的加法为 {\displaystyle x+y=\left\{X_{L}+y\cup x+Y_{L}|X_{R}+y\cup x+Y_{R}\right\}}，其中 {\displaystyle X+y=\left\{x+y|x\in X\right\},x+Y=\left\{x+y|y\in Y\right\}}。

#### 加法逆元
我们定义负号（加法逆元）为 {\displaystyle -x=\left\{-X_{R}|-X_{L}\right\}}，其中 {\displaystyle -X=\left\{-x|x\in X\right\}}。
可以验证这两个运算构成了（真类上的）阿贝尔群。

### 乘法
我们定义乘法运算为{\textstyle xy=\left\{(X_{L}y+xY_{L}-X_{L}Y_{L})\cup (X_{R}y+xY_{R}-X_{R}Y_{R})|(X_{L}y+xY_{R}-X_{L}Y_{R})\cup (X_{R}y+xY_{L}-X_{R}Y_{L})\right\}}，其中 {\displaystyle XY=\{xy|x\in X,y\in Y\},\ xY=\{x\}Y,\ Xy=X\{y\}}。

#### 乘法逆元
我们定义（正数的）乘法逆元为{\textstyle {\frac {1}{y}}={\Bigg \{}0,{\frac {1+(y^{R}-y)({\frac {1}{y}})^{L}}{y^{R}}},{\frac {1+(y^{L}-y)({\frac {1}{y}})^{R}}{y^{L}}}{\Bigg |}{\frac {1+(y^{L}-y)({\frac {1}{y}})^{L}}{y^{L}}},{\frac {1+(y^{R}-y)({\frac {1}{y}})^{R}}{y^{R}}}{\Bigg \}}}，这样除法就是 {\displaystyle {\frac {x}{y}}=x\left({\frac {1}{y}}\right)}。我们可以发现这个定义是递归的，但是实际上这个数字是良定义的：我们取{\textstyle y=3=\{2|\}} 那么 {\textstyle {\frac {1}{3}}}  会有一个 {\textstyle 0} 作为左项，导致了{\textstyle {\frac {1+(2-3)0}{2}}=1/2} 会是一个右项。这又意味着 {\textstyle {\frac {1+(2-3)\left({\frac {1}{2}}\right)}{2}}={\frac {1}{4}}} 作为左项、{\textstyle {\frac {1+(2-3)\left({\frac {1}{4}}\right)}{2}}={\frac {3}{8}}} 作为右项，以此类推，所以我们有{\textstyle {\frac {1}{3}}=\{0,{\frac {1}{4}},{\frac {5}{16}},\ldots |{\frac {1}{2}},{\frac {3}{8}},\ldots \}} （考虑两边的序列在实数中分别收敛到 {\displaystyle {\frac {1}{3}}}，因此是相容的）。
对于负数，我们定义 {\displaystyle {\frac {1}{x}}=-{\frac {1}{-x}}\quad (x<0)}。

## 子集对应
有理数、实数、序数分别是超现实数的子集。

### 有理数
所有二进分数都可以定义为超现实数，而所有分数都可以表示为两个整数之比，因此所有有理数都可以表示为超现实数。

### 实数
在定义出了有理数之后，使用戴德金分割可以立刻将实数映射到超现实数中。
假设{\displaystyle x\in \mathbb {R} ,x=A|A'}，其中 {\displaystyle A,A'\subset \mathbb {Q} }，那么立刻可知存在 {\displaystyle X\in \mathbb {No} ,X=\left\{f(A)|f(B)\right\}} 是 {\displaystyle x} 的一个超现实数表示，其中 {\displaystyle f:\mathbb {Q} \to \mathbb {No} } 是有理数到超现实数的域同態。

### 序数
我们将所有序数定义为小于它的序数构成的集合。所有序数的全体记为{\displaystyle \mathbb {Ord} }，那么我们有：
- {\displaystyle f:\mathbb {Ord} \to \mathbb {No} ,\ f(X)=\left\{f(x),x\in X|\right\}}

这样的同态可以保持序关系的结构，但是并不能保证算术的一一对应，比如 {\displaystyle \omega -1} 这一式子的值在序数中的结果是 {\displaystyle \omega }，而在超现实数中则是 {\displaystyle \{0,1,2,\ldots |\omega \}}.

## 博弈
如果去除超现实数定义中对所有 {\displaystyle L<R} 的约定，那么这样（递归）定义出来的真类被称做游戏。对其仍然可以（一模一样的）定义加法、加法逆元以及比较。
显然，所有的超现实数都是游戏，但并非所有游戏都是超现实数，例如 {\displaystyle \star =\{0|0\}} 就不是，其满足 {\displaystyle \star \|0}。
可以发现，所有的游戏都体现了一个两人轮流、确定、公开的博弈游戏，其中左集合表示第一位玩家（下称左玩家）可以走到的局面，右集合则表示第二位玩家（下称右玩家）的选择，不能操作者负。
两个游戏的和的意义就是同时进行两个游戏，而每个玩家选择其中一个进行操作，不能操作者负。
我们可以发现，这个游戏的胜负取决于 {\displaystyle G} 和 {\displaystyle 0} 的相对关系。
- 若 {\displaystyle G=0}，则后手必胜。
- 若 {\displaystyle G>0}，则左玩家必胜。
- 若 {\displaystyle G<0}，则右玩家必胜。
- 若 {\displaystyle G\|0}，则先手必胜（英語：fuzzy game）。

有以下这些特殊的游戏：
- {\displaystyle \star =\{0|0\}}
- {\displaystyle \uparrow =\{0|\star \},\ \downarrow =\{\star |0\}}
- {\displaystyle \pm 1=\{1|-1\}}

可以发现，关于他们有这么几个性质：
- {\displaystyle \star \|0}
- {\displaystyle \forall i:-1\leq i\leq 1\implies \pm 1\|i}
- {\displaystyle \forall x\in \mathbb {No} ,x>0:-x<\downarrow <0<\uparrow <x} （比所有超现实数更接近0）
- {\displaystyle \star +\star =\uparrow +\downarrow =0}
- {\displaystyle (\uparrow +\star )\|0,\ \uparrow +\uparrow +\star >0}

可以用于分析复杂的游戏。

## 暫譯術語
- 超現實數（Surreal）
- 無窮量（Infinitesimal）
- 格羅滕迪克宇集